# Schaaktoernooien in 2004
In de gehele wereld worden talloze schaaktoernooien en matches georganiseerd. Hieronder volgt een overzicht van een aantal belangrijke schaaktoernooien in 2004.

## Ural Supertournament
Het sterke Ural Supertournament voor dames dat in juli 2004 in Rusland gehouden werd, werd gewonnen door Almira Skripchenko met 6 uit 9, Maia Tsjiboerdanidze met 5 1/2 uit 9 werd tweede en Jekaterina Kovalevskaja met 5 1/2 uit 9 eindigde op de derde plaats. Er namen tien dames aan deel. De huidige wereldkampioene Antoaneta Stefanova werd vierde met 5 uit 9.

## Amsterdam Chess Tournament
Het Amsterdam Chess Tournament is een nieuw schaaktoernooi dat in juli 2004 gehouden werd. In de A-groep waren 93 deelnemers en er werden negen ronden gespeeld. De winnaar werd Friso Nijboer met 7 punten, op de gedeelde tweede plaats kwamen Loek van Wely, Jan Timman, Eric Lobron, Andrew Tregubov, Predrag Nikolić, Michał Krasenkow, Ivan Sokolov, Surav Ganguly en Erwin l'Ami allen met 6 1/2 punt

## Match Rusland-China
In augustus 2004 is de Rusland - China match te Moskou gehouden die door China gewonnen werd met 37 1/2 tegen 34 1/2 punten. Er namen twee maal twaalf schakers aan deel, Zhao Xue was met 4 1/2 punt de beste Chinees terwijl de beste Rus, Aleksej Drejev 4 punten scoorde.

## NAVO Schaakkampioenschap
Het 15e NAVO schaakkampioenschap werd in augustus 2004 in Den Haag verspeeld en de Duitser Lorenz Drabke werd overtuigend kampioen met 6 1/2 punt uit 7 wedstrijden. Het teamklassement werd gewonnen door Duitsland.

## SIOM Open schaakkampioenschap van Gouda
In het SIOM open schaakkampioenschap van Gouda 2004 kwam Daniël Fridman als winnaar uit de bus. Jan Smeets werd tweede en Daniël Stellwagen, Zhaoqin Peng, Herman Grooten en Martin Roobol eindigden op een gedeelde derde plaats.

In groep-B werd Bob Jansen eerste.

## Izmir Open
In september 2004 werd in Turkije het Izmir open verspeeld. Sergej Tiviakov eindigde met 8,5 uit 9 als eerste terwijl Mikhail Gurevich, Zarkua en Tofan gedeeld tweede werden.

## Trainingsstage Slovenië
Van 14 tot 19 september 2004 werd in Slovenië een trainingsstage rapidschaak gehouden o.l.v. de grootmeester Sergej Tiviakov. Erwin l'Ami, Daniël Stellwagen, Ruud Janssen en Jan Smeets deden hier aan mee. Ze behaalden respectievelijk 1 uit 4, 2 uit 4, 1,5 uit 4 en 1,5 uit 4.

## Kampioenschap Israël
Van 19 t/m 29 september 2004 werd in Tel Aviv het kampioenschap van Israël verspeeld. Er waren 36 deelnemers en Sergey Erenburg werd met 6,5 uit 9 kampioen. Op de tweede plaats eindigde Vitali Golod eveneens met 6,5 punt terwijl Konstantin Lerner uit Oekraïne met 6 punten derde werd.

Bij de dames eindigde Bella Igla met 7,5 punten op de eerste plaats.

## NK rapidschaak Hellevoetsluis
Op 2 oktober 2004 werd in Hellevoetsluis het Schrijvers NK Rapidschaak toernooi verspeeld. Winnaar werd Rustam Kasimdzjanov met 7,5 uit 9. Op de tweede plaats eindigde de Chinees Shilong Li met 7 uit 9, terwijl Sergej Tiviakov en Daniël Fridman met 6,5 uit 9 gedeeld derde werden.

## Match Kramnik-Leko
In oktober 2004 werd in Brissago, Zwitserland de match Vladimir Kramnik-Péter Lékó om het wereldkampioenschap gespeeld. Alhoewel uitdager Leko lange tijd een voorsprong van één punt had, won Kramnik de laatste partij, waardoor de uitslag 7-7 was en Kramnik zijn wereldtitel behield.

## Essent toernooi Hoogeveen
In het Essent internationaal dat van 17 t/m 23 oktober 2004 in Hoogeveen verspeeld werd, eindigden in de kroongroep Ivan Sokolov met 4,5 uit 6 op de eerste plaats, Nigel Short werd tweede met 3 uit 6, Daniël Stellwagen werd derde met 2,5 uit 6 en Magnus Carlsen eindigde met 2 uit 6 op de vierde plaats.
In het open toernooi eindigden Mikhail Gurevich en Pengxiang Zhang met 7 uit 9 op de eerste en tweede plaats, terwijl Igor Khenkin, Aleksandr Holosjtsjapov, Oleh Romanysjyn, Sergey Erenburg en Wouter Spoelman met 6,5 uit 9 derde t/m zevende werden.

## Rhön Schachfestival
Van 18 t/m 26 november 2004 werd in Bad Bocklet het 5e Internationale Rhön Schachfestival gehouden werd. In het IM-normentoernooi eindigde Karel van der Weide met 9 punten uit 11 wedstrijden als winnaar, Oleg Gladyszev werd met 8,5 punt tweede terwijl Oliver Niklasch met 8 punten derde werd. Petra Schuurman eindigde met 3 punten op de tiende plaats.

## Kampioenschap van Rusland
Van 14 tot 27 november 2004 werd in Moskou het 57e kampioenschap van Rusland verspeeld. Garri Kasparov werd kampioen met 7,5 punt uit 10 wedstrijden. Aleksandr Grisjtsjoek eindigde met 6 uit 10 op de tweede plaats, terwijl Aleksej Drejev met 5,5 punt derde werd.
Aleksandr Motyljov, Peter Svidler, Aleksandr Morozevitsj en Jevgeni Barejev behaalden ieder 5 punten.

## Tigran Petrosian Memorial
Van 18 november t/m 30 november werd in Jerevan het Tigran Petrosjan Memorial verspeeld dat gewonnen werd door de Rus Pavel Smirnov met 7,5 punt uit 9 wedstrijden. Vasyl Ivantsjoek uit Oekraïne eindigde met 7 uit 9 op de tweede plaats, terwijl Asrian met 6,5 punt derde werd.

## Keres Memorial
Op 26 en 27 november 2004 vond te Tallinn (Estland) het Keres Memorial plaats dat gewonnen werd door Viswanathan Anand met 5 punten uit 5 wedstrijden. Aleksandr Chalifman eindigde met 3 punten op de tweede plaats terwijl Eric Lobron met 2,5 punt derde werd.

## Jeugd Wereldkampioenschap
Van 18 november t/m 1 december 2004 werd in Kochi (India) het wereldkampioenschap schaken voor de jeugd verspeeld. Er werden 13 ronden gespeeld en bij de jongens werd Pendyala Harikrishna uit India met 10 punten winnaar. Tigran Petrosian uit Armenië werd tweede met 9,5 punt en Zhao Jun uit China eindigde met 9,5 punt op de derde plaats.
Erwin l'Ami en Jan Smeets waren met 7,5 punt de beste Nederlanders.

Bij de meisjes werd de Russin Jekaterina Korboet kampioene met 10,5 punt. Elisabeth Paehtz uit Duitsland eindigde met 9,5 punt op de tweede plaats terwijl de Indische Karavada Eesha met 9,5 derde werd.

Marlies Bensdorp was met 8 punten de beste Nederlandse.

## Kampioenschap USA
Van 23 november t/m 6 december 2004 werd te San Diego het kampioenschap van de USA verspeeld. Er waren 64 deelnemers en er werden 9 ronden gespeeld. Hikaru Nakamura eindigde met Alexander Stripunsky met 7 uit 9 op een gedeelde eerste plaats. Hikaru won de play-offs die op 6 december gespeeld werden met 2-0 en was daarmee de nieuwe kampioen. Gregory Kaidanov werd met 6 punten derde.

Bij de dames werd Roesoedan Goletiani met 4.5 punt de nieuwe kampioen, gevolgd door Tatev Abrahamjan die met 4.5 tweede werd. De playoffs van beide dames werden door Goletiani gewonnen. Irina Krush eindigde als derde.

## Kampioenschap Griekenland
Van 4 t/m 12 december werd in Athene het kampioenschap van Griekenland verspeeld. Bij de heren werd Ionnis Nikolaidis met 6 punten uit 8 wedstrijden kampioen, Hristos Banikas eindigde met 6 punten op de tweede plaats en Stelios Halkias werd met 6 punten derde.

Bij de dames was Anna-Maria Botsari met 6 punten de kampioen, gevolgd door Marina Makropoulou eveneens met 6 punten terwijl Anna-Maria Stefanidze met 5,5 punt derde werd.

## Grand Prix d'Echecs
Van 8 t/m 11 december 2004 werd het Grand Prix d'Echecs d'Aix-en-Provence verspeeld dat door Anatoli Karpov gewonnen werd. De Roemeen Andrei Istratescu werd tweede en Murtas Kazhgaleyev uit Kazachstan eindigde op de derde plaats.

## Open kampioenschap Weesp
Op 11 december 2004 werd het open kampioenschap van de stad Weesp verspeeld. Er waren 72 deelnemers onder wie een aantal meesters.
Het kampioenschap werd met 6,5 punt uit 7 rondes gewonnen door Jovan Ceko uit Amsterdam. Harmen Jonkman eindigde met 6 punten op de tweede plaats. Hij had meer weerstandspunten dan Piet Peelen die eveneens met 6 punten derde werd.

## Tigran Petrosian Internet Memorial
Van 18 t/m 23 december 2004 werd het eerste mondiale internet toernooi verspeeld tussen de landen Rusland, China, Frankrijk en Armenië.

voor Rusland speelden: Svidler, Drejev, Chalifman en Zvjagnisev

voor China speelden : Bu, Ni, Zhang en Wang

voor Frankrijk speelden: Lautier, Fressinet, Bauer, Nataf

voor Armenië speelden: Aronian, Lputian, Sargissian, Minasian

allen grootmeester

China eindigde als eerste met 14 punten, gevolgd door Frankrijk met 13 punten, daarna Rusland met eveneens 13 punten en Armenië werd vierde met 8 punten.

## Memorial Carlos Torre
Van 13 t/m 21 december 2004 werd in Yucatán het 17e Carlos Torre Memorial gehouden dat gewonnen werd door Vasyl Ivantsjoek. Alexander Graf eindigde op de tweede plaats en Sergej Tiviakov werd in de halve finale uitgeschakeld.

## Pamplona Schaaktoernooi
Van 20 t/m 29 december 2004 werd in Pamplona (Navarra) een internationaal Schaaktoernooi gehouden dat met 5,5 punt uit 7 rondes gewonnen werd door Boris Gelfand. Sergej Karjakin eindigde met 4,5 punt op de tweede plaats terwijl de Cubaan Lazaro Bruzon met 4 punten derde werd.

## Harmonie Schaaktoernooi
Van 21 t/m 30 december 2004 werd in Groningen het Harmonie Schaaktoernooi verspeeld waarbij de spelers Joeri Koezoebov, Yge Visser, Friso Nijboer en John van der Wiel met 6 punten uit 9 rondes eindigden. Dankzij zijn weerstandspunten werd Joeri Koesoebov de winnaar.

## Smartfish chessmasters
Van 27 december 2004 t/m 5 januari 2005 werd in Drammen (Noorwegen) het Smartfish Chessmasters toernooi verspeeld dat met 6 punten uit 9 ronden gewonnen werd door de Spanjaard Aleksej Sjirov. Op de tweede plaats eindigde de Deen Peter Heine Nielsen eveneens met 6 punten terwijl de Brit Luke McShane met 5,5 punt derde werd.